# Masfjorden
Masfjorden è un comune norvegese della contea di Vestland.